# Казначейство организации
Казначе́йство организа́ции — ключевое подразделение корпорации, банка или другой финансовой организации. Основной его функцией является обеспечение ликвидности. Под этим подразумевается проведение платежей, привлечение денежных средств при их дефиците или размещение свободных средств на финансовых (денежном, валютном, фондовом и иных) рынках по собственным или клиентским операциям. Операции на финансовых рынках проводятся либо казначейством непосредственно, либо дилинговым подразделением, которое может как входить в состав казначейства, так и быть параллельным ему в структуре управления активами и пассивами организации. В последнем случае говорят о разделении фронт-офиса (дилинговое подразделение) и мидл-офиса (казначейство).
Вторую функцию казначейства составляет управление рыночным риском с целью извлечения дохода от ожидаемого развития ситуации на рынке (рыночной конъюнктуры). Рыночный риск включает в себя процентный, валютный и фондовый риски.
- Управление процентным риском осуществляется путём установления базовых процентных ставок и трансфертных цен для филиалов и других доходных подразделений. В зависимости от структуры и размера организации базовые процентные ставки и трансфертные цены устанавливаются либо самим казначейством, либо, по предложению казначейства, комитетом по управлению активами и пассивами.
- Управление валютным риском осуществляется путём открытия валютных позиций, то есть покупок или продаж одних валют за другие (чаще всего иностранных за национальную), и установления лимитов на величины валютных позиций филиалов и других доходных подразделений.
- Управление фондовым риском осуществляется путём формирования портфелей ценных бумаг (акций, облигаций, векселей и др.)

Третьей функцией казначейства является координация указанных выше функций в рамках централизованного управления активами и пассивами организации.